# Klara (quartier de Stockholm)
Klara est le nom d'un quartier du centre-ville de Stockholm qui constituait autrefois une paroisse baptisée elle-même Klara. On y trouve encore aujourd'hui l'église Sainte-Claire (suédois : Klara kyrka). Le terme Klara, qui est resté associé à la partie sud de Norrmalm jusqu'à sa modernisation lors du redéveloppement de Norrmalm, est tombé en désuétude, on lui préfère souvent aujourd'hui le nom de Stockholms city.

## Délimitation
On considère généralement que les limites du quartier de Klara sont constituées par les rues Vasagatan, Klarabergsgatan, Drottninggatan et Fredsgatan. La paroisse de Klara, qui a subsisté jusqu'en 1988, couvrait toutefois une zone plus large.

## Le quartier de la presse
Jusque dans les années 1960, la plupart des quotidiens de Stockholm, notamment Dagens Nyheter, Svenska Dagbladet et Expressen, mais aussi l'agence de presse TT, avaient leurs bureaux à Klara. La proximité de la voie ferrée, important canal de distribution, rendait cette localisation pertinente.

## Bâtiments historiques
Lors du redéveloppement de Norrmalm, une grande partie des immeubles historiques de Klara ont été démolis pour faire place à des constructions modernes. Parmi les anciens bâtiments qui ont été conservés, on relève notamment : 
- le palais d'Adelcrantz, actuel siège du ministère des Finances,
- le palais du Prince Héritier (suédois : Arvfurstens palats), occupé aujourd'hui par le  ministère des Affaires étrangères,
- le palais de Gustav Horn, qui abrite le Musée de la Méditerranée (suédois : Medelhavsmuseet),
- l'école Klara, où August Strindberg commença sa scolarité,
- l'église Sainte-Claire,
- l'académie royale des arts,
- Rosenbad, l'actuel siège du gouvernement,
- la maison Sager, résidence officielle du Premier ministre,
- le palais de l'allumette (suédois : Tändstickspalatset), construit par le roi de l'allumette Ivar Kreuger.

### Galerie

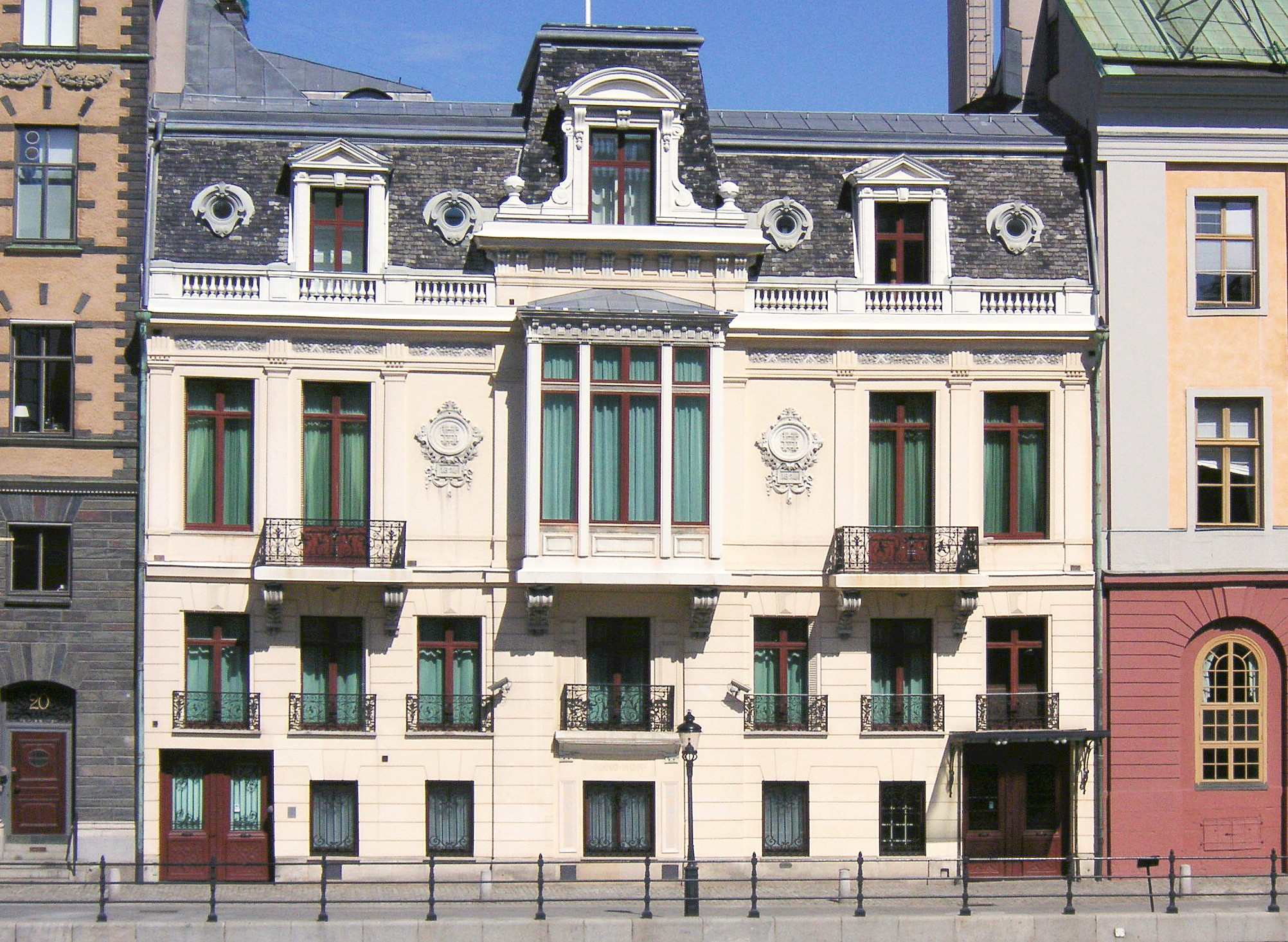
La maison Sager en 2008.
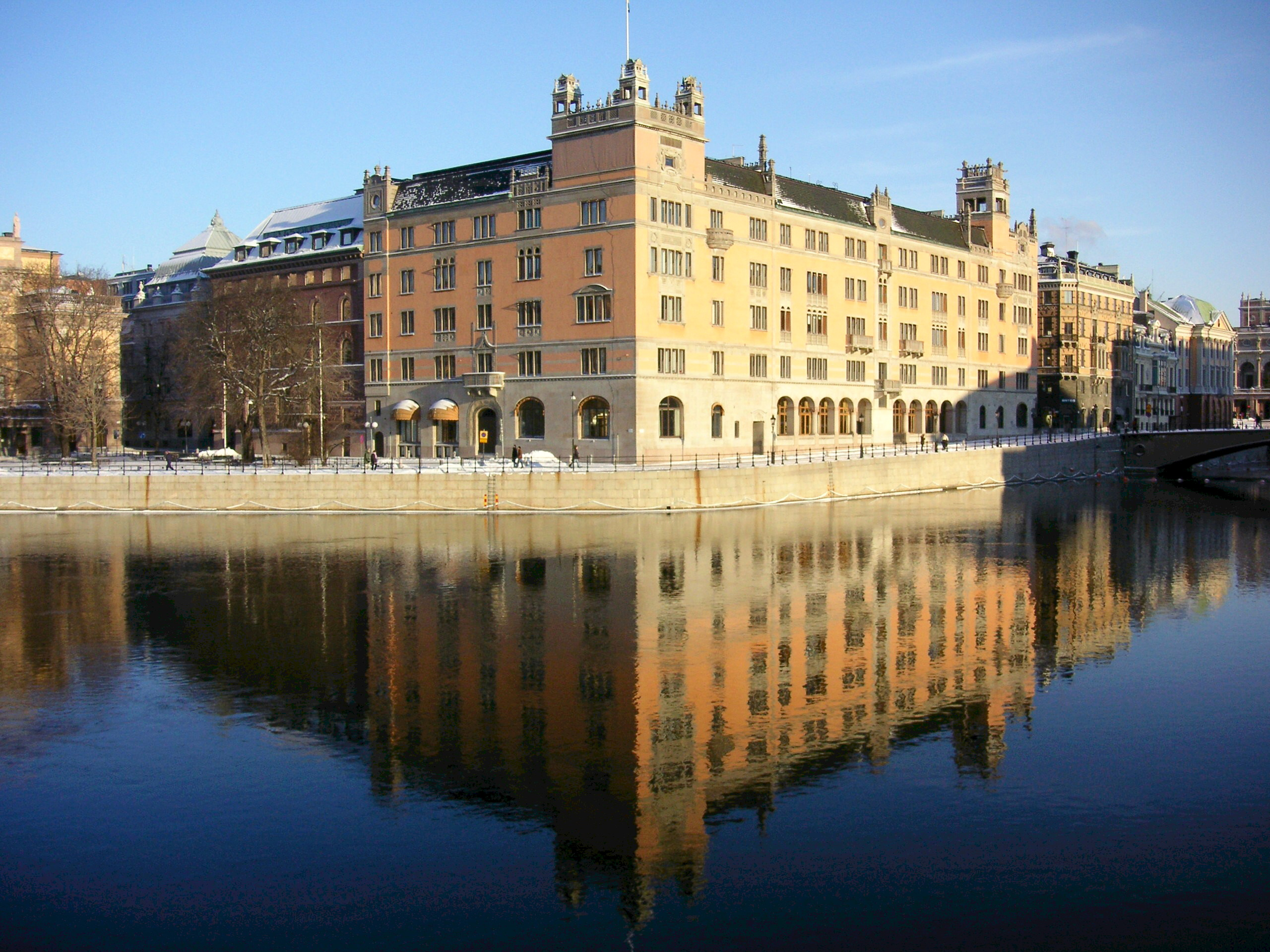
Rosenbad, le siège du gouvernement suédois.
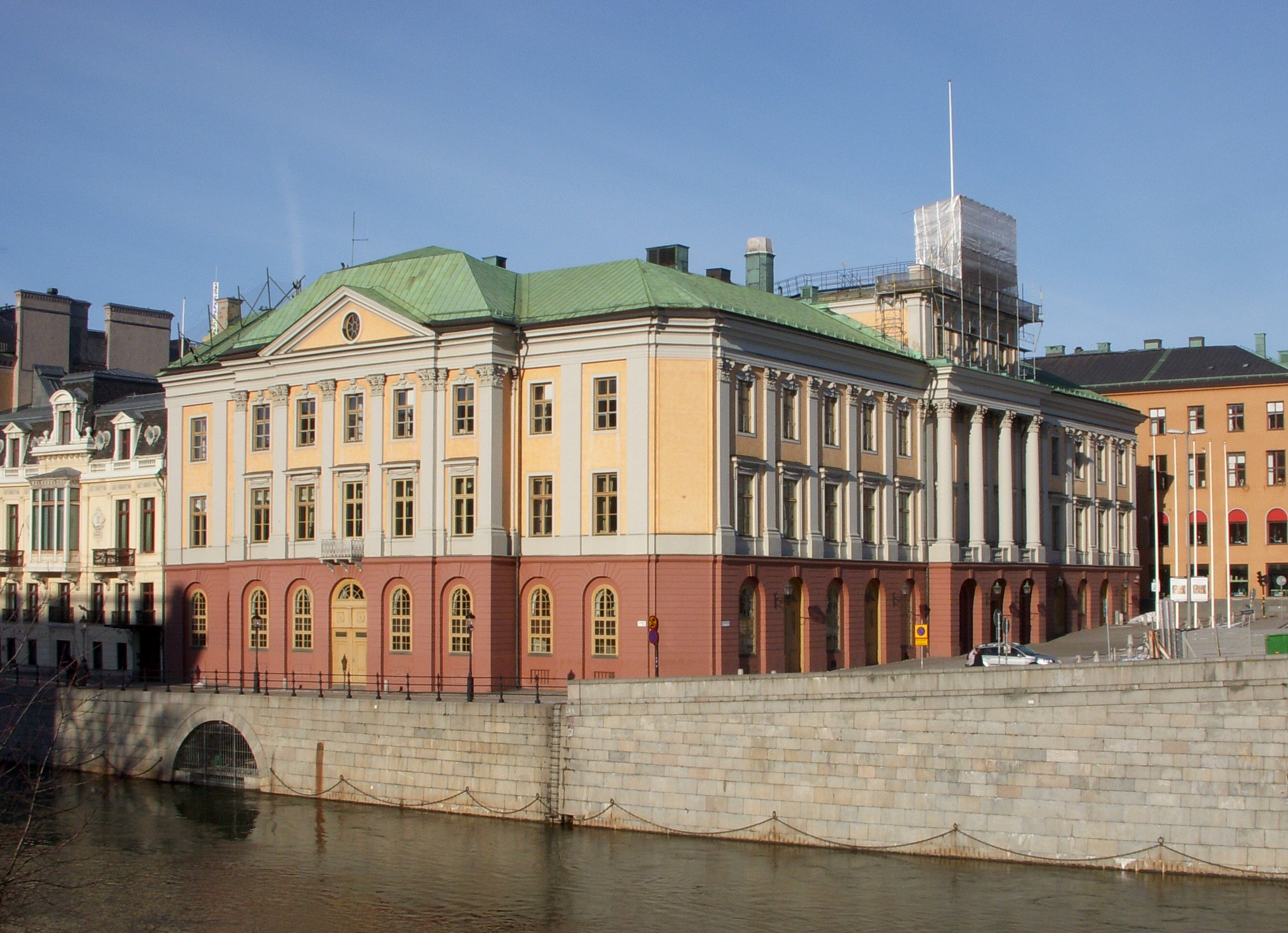
Le palais du Prince Héritier.
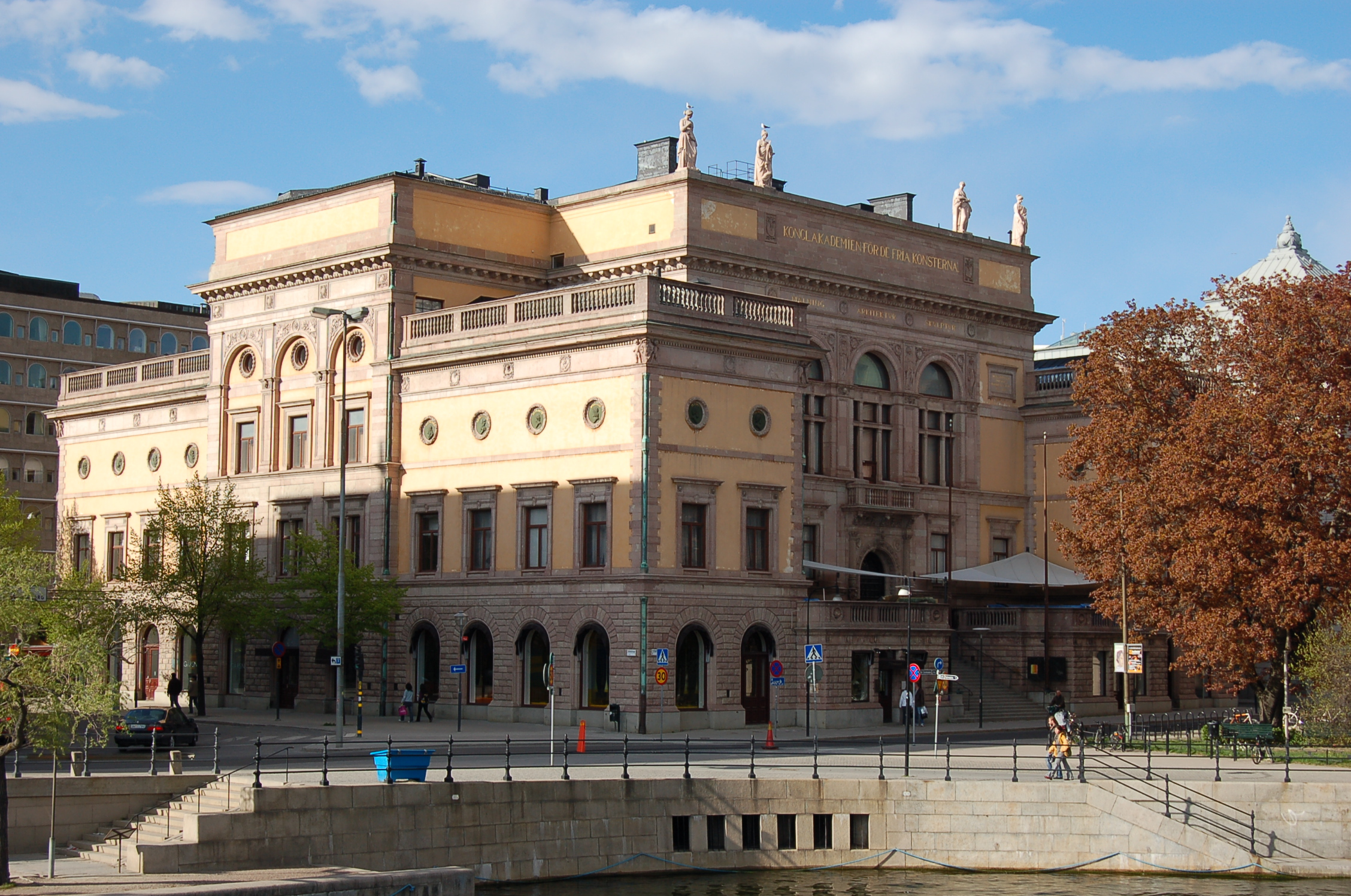
L'académie royale des arts en 2006.